# 盤ぶくれ
盤ぶくれ（ばんぶくれ）とは、地盤を掘削したとき、掘削底面より下に存在する上向きの圧力を持った地下水により掘削底面の不透水性地盤が持ち上げられる現象のこと。一般的にヒービングとは破壊構造が異なるが、ヒービング時の地盤の現象をいう場合もある。
　ヒービングとは、軟弱な粘土地盤を掘削する場合、掘削背面の土塊重量が掘削面下の地盤支持力より大きくなると、地盤内にすべり面が発生し、このために掘削底面に盛り上がりが生ずる現象。